# C/2007 E2 (Lovejoy)
Pour les articles homonymes, voir Lovejoy.
Pour en particulier les autres comètes découvertes par Terry Lovejoy, voir Comète Lovejoy.
C/2007 E2 (Lovejoy) est une comète à longue période de couleur verdâtre découverte dans l'hémisphère sud le 15 mars 2007 par l'astronome amateur australien Terry Lovejoy. D'une magnitude de 9,5 dans le visible au moment des premières observations, elle a gagné en éclat pour atteindre 7,6 à 8,5 durant le mois d'avril 2007. Sur la période du 15 mars au 30 avril, elle a été observable sans difficulté aux jumelles et se situait dans l'hémisphère nord depuis le 20 avril.

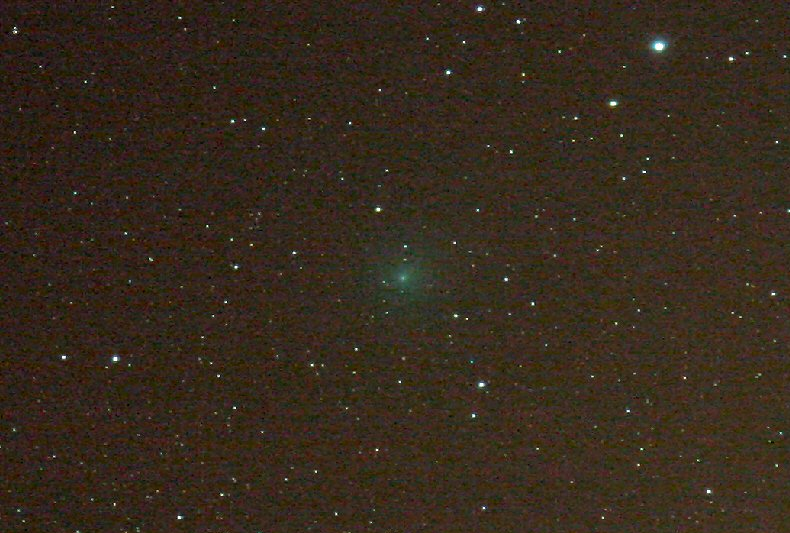
La comète Lovejoy photographiée depuis Mount Laguna en Californie le 21 avril 2007